# حب الغلمان
حب الغلمان (باليونانية: παιδεραστίᾱ؛ وتُلفظ: بيدراستيا حيث παῖς بيس تعني «غلام» أو «فتى» و ἐραστής إرستيس تعني «عاشق») أو يترجمها البعض مجامعة الأطفال في اليونان القديم هي ظاهرة اجتماعية معترف بها، متمثلة في العلاقات الجنسية المثلية التي كانت تحدث بين رجل راشد وغلام مراهق.
كان حب الغلمان أحد أهم مميزات الحقبة الكلاسيكية، حيث أن تأثيره في ذلك الوقت على الحضارة اليونانية كان قد بلغ ذروته، وأصبح يسمي «النموذج الثقافي الرئيسي للعلاقات الحرة بين المواطنين».
نسب بعض الباحثين أصل هذه الظاهرة إلي كونها إحدي طقوس الاستهلال لا سيما في كريت، حيث كانت هذه الظاهرة مصاحبة للدخول في الخدمة العسكرية أو لدين زيوس، ولم يكن لها وجود رسمي في فترة هوميروس، ويقترح أنها ظهرت في أواخر القرن السابع قبل الميلاد كوجه من وجوه ثقافة المجتمع المثلي لدي الإغريق والتي تميزت أيضا بالعري الفني والرياضي، وتأخر زواج الأرستقراطيين والعزلة الاجتماعية للمرأة.
ممارسة الجنس مع الغلمان من بين المواضيع التي عظمت وكذلك انتقدت في الفلسفة اليونانية، وهناك جدال على أن التعظيم كان في اليونان القديمة بينما الانتقاد كان في أثينا كجزء من إعادة التقييم الشامل للثقافة اليونانية القديمة.